# Друга латинська війна
Друга латинська війна (340—338 рр. до н. е.) — військовий конфлікт між Римською республікою та її сусідами — латинськими народами стародавньої Італії. Вона закінчилася розпуском Латинського союзу та включенням його території до римської сфери впливу. Латиняни отримали часткові права та різний рівень громадянства.

## Історичні джерела
Римляни зазвичай датували події, вказуючи консулів, які займали цю посаду, в той чи інший рік. Латинська війна вибухнула в тому році, коли Тіт Манлій Імперіос Торкват і Публій Децій Мус були консулами і закінчилася в тому році, коли Луцій Фурій Камілл і Гай Меній зайняли цю посаду. Згідно із західним календарем цими роки стають 340 р. до н. е. -338 р. до н. е. Однак сучасні історики не до кінця погоджуються із датою. Незважаючи на відому неточність, варонівська хронологія залишається використаною умовно і в академічній літературі, а також у хронології, що використовується в цій статті.
Друга Латинська війна (340—338 рр. до н. е.) була конфліктом між Римською республікою та її сусідами — латинськими народами стародавньої Італії. Вона закінчилася розпуском Латинського Союзу та включенням його території до римської сфери впливу, коли латиняни отримували часткові права та різний рівень громадянства.
Найбільш повне джерело про Латинську війну — описане римським істориком Титом Лівієм (59 р. до н. е. — 17 р. н. е.), який розповідає про війну у восьмій книзі своєї Ab Urbe condita. Збереглися ще дві істотні розповіді, фрагмент з «Римських старожитностей» Діонісія Галікарнаського (бл. 60р.до н.е — після 7р.до н. е.), грецького сучасника Лівія та сюжет до XII століття із Візантія літописця Джоанна Зонараса. Сучасні історики вважають давні розповіді про Латинську війну сумішшю факту та вигадки. Деякі історики, якими користується Лівій, пережили Соціальну війну (91–88 рр.до н. е.) між Римом та його італійськими союзниками й інтерпретували латинську війну в термінах тієї війни, яка внесла анахронічні елементи в історичні записи.

## Передумови
Латиняни не мали центрального уряду, але були поділені на ряд самоврядних містечок та міст із спільною мовою, культурою та деякими юридичними та релігійними установами. У V столітті до нашої ери ці міста-держави утворили взаємний військовий союз, насамперед для того, щоб протистояти набігам і вторгненням двох сусідніх народів, Аекві і Вольськам. Як найбільше латинське місто, Рим, посідав провідне місце в цьому союзі. На початку 4 століття до н. е. латинянам вже не загрожували вторгненням, натомість вони побоювались все більше потужного Риму. Кілька воєн між Римом та іншими латинянами, зафіксовані у першій половину IV століття. Врешті-решт, латиняни та волски не змогли завадити Риму встановити контроль над аггером Помптіном (територією Помпетинських боліт та Монті Лепіні) та 381 р. анексувати латинське місто Тускулум. Загроза галльської навали, здається, переконала принаймні деякі латинські міста відновити договір з Римом у 358 р., але це не включало Тіволі і Плаестрину, головних опонентів Риму серед латинян, які лише уклали мир з Римом у 354 р. після тривалої війни. Протягом 340-х років римсько-латинські відносини знову погіршилися. Лівій фіксує, що в 349 році, знову зіткнувшись з галльською навалою, латиняни відмовилися поставити свою частку військ, а в 343 р. планували атакувати Рим, але після новин про римські перемоги проти самнітів замість цього вирішили напасти паеліні.
Самнітяни були племінною федерацією, що проживала в центральних Апеннінах. У 354 р. вони уклали договір про дружбу з Римом, ймовірно, взявши річку Ліріс як кордон між їхніми сферами впливу, але, незважаючи на цей договір, у 343 р. вибухнула Перша Самнітська війнна між Римом і самнітами за контроль над Кампанією. За словами Лівія, ця війна зародилася в нападах Самніта на менше плем'я Сидицин. Не в силах протистояти, Сидицини звернулися до кампанійців, яких очолювало багате місто-держава Капуа, але вони також зазнали поразки, а самніти вторглися в Кампанью. Кампанійці вирішили беззастережно здатися під владу Риму, після чого римляни відчули вимушеність втрутитися, щоб захистити своїх нових підданих від нападів Самніта. Сучасні історики перебувають у певній суперечці, чи справді ця капітуляція відбулася чи була придумана.
Проте історики погоджуються, з тим, що Рим все-таки сформував якийсь союз з Капуєю.
Перша війна Самнітів закінчилася у 341 р. миром, у якому йшлося про відновлення колишнього договору між Римом та Самнітами. Рим зберіг свій Кампанійський союз, але визнав, що Сидикіні належить до сфери Самніта. За словами Лівія, коли мирний договір з Римом був укладений, самніти напали на Сидицин тими ж силами, які вони розгорнули проти Риму. Зіткнувшись з поразкою, Садицини намагалися здатися Риму, але їх капітуляція була відхилена сенатом. Потім Садицини звернулися до латинян, які вже взялися за зброю. Кампанці також долучилися до війни, і під керівництвом латинян велика армія цих союзних народів вторглась у Самніум. Більша частина шкоди, яку вони нанесли там самнітам, була завдана набігом, а не бойовими діями, і хоча латиняни ставали кращими у своїх різних зустрічах із самнітами, вони із задоволенням відступили від території ворога і не воювали далі. Самніти відправили посланців до Риму, щоб поскаржитися, кажучи, що коли б латиняни і кампанці дійсно були підвладними Римським народам, Рим би повинен був використовувати свою владу над ними для запобігання подальших нападів на територію Самніта. Римський сенат дав неоднозначну відповідь, не бажаючи визнати, що вони більше не можуть контролювати латинян, і боявся їх відчужувати далі, наказавши припинити їхні напади на самнітів. Кампанійці здалися Риму і повинні були підкорятися його волі, проте в Римському договорі з латинянами нічого не заважало їм іти на війну проти того, кого вони хотіли підкорити. Результатом цієї відповіді було -«повністю повернути кампанців проти Риму та спонукати латинян до дій». Під виглядом підготовки Самнітської війни латиняни таємно розмовляли з кампанійцями щодо війни проти Риму. Однак звістка про їхні плани з'явилася і в Римі. Консулам, які засідали, було наказано залишити свою посаду до закінчення терміну їхнього терміну, щоб нові консули могли вступити на посаду на початку підготовки до великої війни, яка починалася. Консулами, обраними 340, були Тит Манлій Торкват (втретє), і Публій Децій Мус.

## Початок війни

### Антична історіографія
Лівій пише, що коли римляни дізналися про таємні переговори латинян з компаніанами, вони наказали деяким провідним чоловікам серед латинян поїхати до Риму і отримати вказівки, вдаючи турботу про самнітів. У цей час у латинян було два консули: Луцій Анній у Сецце та Л. Нумісій із Цирцеї, обидві колонії. Своїми зусиллями колонії Сеньї та Валлетрі, а також Вольськи хотіли взятися зброю проти Риму. Не сумніваючись, що були справжні причини закликати цих людей до Риму, латиняни провели засідання ради, щоб вирішити, що їхні лідери повинні відповідати на питання, які вони очікували, щоб задати римлянам. Латиняни провели засідання ради, щоб вирішити, хто із їхніх лідерів повинен відповісти на запитання, які вони очікували від римлянам. На засіданні Анній скаржився, що Рим ставився до латинян як до суб'єктів, а не до союзників, і запропонував латинянам вимагати, щоб відтепер один консул і половина сенату були обрані з числа латинян, і таким чином давали латинянам і римлянам рівну частку в уряді. Це рішення було прийнято, і Анній був призначений представником латинян. Римський сенат прийняв латинську делегацію на аудієнції в храмі Юпітера Оптимуса Максима на Капітолійській горі, де вони порадили латинянам не воювати проти самнітів, з якими римляни уклали договір. У своєму виступі перед сенатом Анніус виклав вимоги латинян, на які він отримав шалену відповідь консула Т. Манлія Торквата. Лівій пише, що, згідно з традицією, в той час як сенатори посилалися на богів як охоронців їхніх договорів з латинянами, Анній почув відмову від божественної сили римського бога Юпітера. Однак, виходячи з храму, Анній послизнувся на сходах і впав без свідомості, або, на думку деяких, його вбили. Коли Торкват побачив, що там лежить Анній, пообіцяв ударити армії латинян так само, як боги завдали удару латинському консулу. Ця промова не на жарт пожвавила жителів Риму, і була оголошена війна.

### Сучасний погляд
Сучасні історики вважають розповідь Лівія про початок Латинської війни неісторичною вигадкою, наповненою вигаданими промовами, написаними, як це було звичайною практикою серед античних істориків. Існує загальна схожість між риторикою виступів, які Лівій написав для Л. Аннія, та скаргами й вимогами, які висували італійські союзники Риму в роки до Соціальної війни. Відомо, що Лівій використовував у написанні своїх праць деяких письменників римської історії 4 століття, які пережили соціальні війни, для них було б природно наводити паралелі із між Латинською війною і тогочасними подіями. Проте історики не вірять, що латиняни висловлювали будь-яку вимогу до консула та половини сенату у 340 році. Можливо, Капуа дійсно так зробив у 216 році, але, швидше за все, Лівій правильно вважав це копією рахунків Латинської війни. Натомість вони запропонували, що історично це були політичні вимоги, висунуті італійцями на початку Соціальної війни. Однак сьогодні не існує давніх підтверджень таких вимог. На початку І століття до нашої ери Рим піднявся, щоб стати домінуючим у Середземномор'ї і римляни були прихильними до таких прагнень. Однак такі настрої вважаються анахронічними для 4 століття. У 340 році Рим був ще лише місцевою владою в Лації, але агресивність і недавнє розширення в Кампаньї були все більшою загрозою незалежності менших латинських громад, які ризикували повністю бути оточеними римською територією. Латинська війна була остаточною пропозицією латинян зберегти власну незалежність. У цьому починанні до них приєдналися Вольски, які опинилися в тій самій ситуації, що і латиняни, і Кампані, Сидикіни та Аврунаи, три народи, які ризикували бути стиснутими між зростаючими державами Центральної Італії, Риму та самнітів.

## Хід бойових дій

### Південно-Східна кампанія (340р. до н.е.)
Латиняни увійшли до Самнію. Римсько-самнітська армія рушила до озера Фукіне, потім, уникаючи Лацію, ввійшла на територію Кампаньї, напала на латинян та кампаніців поблизу гори Везувій. У битві при Везувії римляни на чолі з консулами Публієм Децієм Мусом та Тітом Манлієм Імперіосом Торкватом перемогли латинян. За даними римських джерел, Манлій відновив військову дисципліну, стративши сина за ненавмисну непокору, у той час, коли Децій пожертвував богам за римську перемогу власним життям.

### Римське підкорення латинян і вольсків (339—338рр. до н.е.)
Через рік Манлій переміг латинян у битві при Трифанумі. Латиняни були остаточно розбиті в 338 р. до н. е. в битві при Антіумі на річці Астура, де Гай Манлій командував римськими військово-морськими силами, які розгромили об'єднані латинські армії Антіума, Ланувію, Аріції та Велитри.

## Політичні наслідки
Латиняни, змушені покинути Кампанью, переселилися до Лацію, де чинили тривалий, але невдалий опір римським силам. Переможені латинські народи були зобов'язані визнати римську перевагу. Деякі з латинських міст були романізовані, одні стали частково римськими підданими, прийнявши римські магістратури, а інші стали римськими колоніями.